# Xmasなんて大嫌い
『Xmasなんて大嫌い』（クリスマスなんてだいきらい）は、日本テレビ系列で2004年12月13日から12月16日まで四夜連続で放送されたテレビドラマ。

## ストーリー
クリスマスなんて面倒くさいと思っている今時の女の子冬海と、弟扱いされながらもその冬海に尽くす幼馴染の翔の物語。

## キャスト（登場人物）
- 栗原冬海 - 深田恭子
- 北川翔 - 赤西仁
- 村上レナ（冬海の友人） - 山田優
- 上田智宏（レナが合コンで一緒になった男）- 湯江健幸
- DJ杉崎 - 川平慈英
- 大倉弘志（翔のバイト先「North Shore」マスター） - ムッシュかまやつ
- 大倉雅也 （弘志の亡き息子）- 木村了
- 木原健介（冬海が合コンで一緒になった男。IT会社社長） - 金子賢
- 冬海がバイト希望で応募したビデオ店店長 - 菊地秀規
- パーティで冬海をナンパしてきた男 - 前田健
- 栗原良美（冬海の母・美容師） - 鹿沼絵里
- 冬海の家のヘアサロンの客 - 川俣しのぶ
- 藤田千秋（健介のオンナ） - 中山恵
- 竹島浩一 - 瀬戸将哉
- 健介に融資の追い込みをかけるヤクザ - 大河内浩、古本新之輔
- パーカッション - 斎藤ノブ
- FM局スタッフ - 平尾勇気

## スタッフ
- 脚本：高橋美幸
- 演出：佐久間紀佳
- 音楽：Audio Highs
- エンディングテーマ：「ANARCHY IN THE UK」 セックス・ピストルズ
- 挿入歌：「瞳を閉じて」 荒井由実
- 音楽プロデュース：志田博英
- 技術協力：NTV映像センター
- 美術協力：日本テレビアート
- 編集・MA：クロースタジオ
- キャメラカー：タカハシレーシング
- 協力プロデューサー：藤本一彦（角川映画）
- プロデュース：櫨山裕子
- 制作協力：オフィスクレッシェンド
- 製作著作：日本テレビ

| スタブアイコン | サブスタブ | この項目は、まだ閲覧者の調べものの参照としては役立たない、テレビ番組に関連した書きかけの項目です。この項目を加筆・訂正などしてくださる協力者を求めています（P:テレビ/PJ:放送または配信の番組）。 |